# Sanchōme no Tama: Uchi no Tama Shirimasenka?
Sanchōme no Tama: Uchi no Tama Shirimasenka? (jap. ３丁目のタマうちのタマ知りませんか?) ist eine Reihe von Animes, die 1988 mit einer Original Video Animation startete, der mehrere Fernsehserien folgten. Außerdem erschienen mehrere Videospiele. Die neueste der Fernsehserien wurde auch international als Uchitama?! Have you seen my Tama? veröffentlicht. Die Geschichten drehen sich um eine Gruppe Katzen und Hunde im Dritten Block einer japanischen Großstadt.

## Inhalt
Die kurzen Geschichten erzählen über den Alltag der Hunde und Katzen im Dritten Block aus Sicht der Haustiere. Im Mittelpunkt steht dabei oft die Hauskatze Tama, ein abenteuerlustiger junger Kater, der sich leicht verirrt. Er wird oft begleitet vom ängstlichen Hund Pochi, der in einem Tofu-Laden wohnt und bekannt dafür ist, Tofuarten am Geschmack erkennen zu können. Sie treffen oft dem ungestümen jungen Kater Tora, den zum Postboten gehörenden Kater Beh, die Katze Koma und den Streuner Nora. Außerdem besuchen sie mit ihren Herrchen immer wieder ein örtliches Café, dessen Katze Momo eine kleine Berühmtheit ist. Auch viele Kater sind in sie verliebt. Neben Pochi gibt es im Wohnblock noch den immer entspannten Hund Gon und den sportlichen Polizeihund Kuro. Neu in die Gegend gekommen ist die Bulldogge Bull, der jedoch zunächst sehr aggressiv auftritt und sich erst mit den anderen Tieren anfreunden muss.

## Anime-Produktionen
Der erste Teil der Reihe entstand unter der Regie von Tsuneo Maeda beim Studio Group TAC. die sieben Folgen wurden von 1988 bis 1990 als Original Video Animation veröffentlicht. Für 1993 folgte die Produktion einer Serie für das japanische Fernsehen, zu deren Beginn auch die Folgen der OVA erneut gezeigt wurden. Die Produktion wurde vom Team der OVA begonnen, ab der dritten Folge übernahm dann Yūji Mutō als Regisseur. Hauptautor war So Toyama. Das Charakterdesign entwarfen Rie Ooshima und Ryôichi Shimada, die künstlerische Leitung lag bei Manami Matsumoto. Der Anime wurde vom 3. Juli bis 28. August 1993 von den Sendern MBS und TBS in Japan ausgestrahlt. Später wurde die Serie auch in Frankreich, Brasilien, den USA, Kanada, Italien und der arabischen Welt ausgestrahlt.
Im August 1993 kam auch ein 43 Minuten langer Film zur Serie in die japanischen Kinos. Bei der Produktion mit dem Titel San-chōme no Tama: Onegai! Momo-chan o Sagashite!! (３丁目のタマ:おねがい！モモちゃんを捜して！！) führte Hitoshi Nanba Regie, das Drehbuch schrieb Masumi Hirayanagi.
2006 folgte dann eine neue Fernsehserie mit 26 Folgen, die als japanisch-koreanische Koproduktion bei Group TAC und Dongwoo Animation entstand. Regie führte Jong-Sik Nam und die Drehbücher schrieben Kyo Kogure und Sōichi Masui. Das Charakterdesign entwarf Sachiko Oohashi und die künstlerische Leitung lag bei Maki Morio. Der Anime wurde vom 6. Mai bis 4. November 2006 von Animax, Sun Television und Tokyo MX ausgestrahlt.
Am 1. Oktober 2016 startete dann eine Neuverfilmung der ersten Serie in Form von 5 Minuten langen Folgen bei den Sendern Asahi Broadcasting, Chukyo TV, Tokyo MX und TV-U Yamagata. Sie entstand unter der Regie von Jun Kanzaki bei Kachidoki Studio. Die Drehbücher schrieb Hiroshi Izawa. Eine weitere Serie entstand dann für 2020 beim Studio MAPPA. Regie führte Kiyoshi Matsuda und Hauptautor war Kimiko Ueno. Das Charakterdesign stammt von Mai Otsuka und die künstlerische Leitung lag bei Atsushi Morikawa. Verantwortliche Produzentin war Kyōko Uryū. Der Anime wird seit dem 9. Januar 2020 von Fuji TV ausgestrahlt. International wird er per Streaming veröffentlicht, insbesondere über die Plattform Wakanim auch mit deutschen Untertiteln.

### Synchronisation
| Rolle           | japanischer Sprecher (Seiyū) 1988/1993 | japanischer Sprecher 2016 | japanischer Sprecher 2020 |
| --------------- | -------------------------------------- | ------------------------- | ------------------------- |
| Tama            | Hiroko Kasahara                        | Ayami Tsukui              | Sōma Saitō                |
| Tora            | Chika Sakamoto                         | Kaoru Katai               | Yusuke Shirai             |
| Momo            | Hekiru Shiina                          | Yoshino Nanjō             | Kana Hanazawa             |
| Koma            | Kae Araki                              | Kazusa Aranami            | Tomoyo Kurosawa           |
| Bull            | Taro Arakawa                           | Junichirō Kokubun         | Tomoaki Maeno             |
| Kuro            | Tetsuya Iwanaga                        | Haruka Uno                | Yuichiro Umehara          |
| Emi Hanasaki    | Yuri Shiratori                         |                           | Ayane Sakura              |
| Beh             |                                        | Carin Isobe               | Yūma Uchida               |
| Pochi           |                                        | Erika Kaiho               | Kensho Ono                |
| Gon             |                                        | Haruka Kitagaito          | Wataru Hatano             |
| Nora            |                                        | Natsumi Sugita            | Yuuki Kaji                |
| Takeshi Okamoto |                                        | Misaki Shiode             | Yuka Terasaki             |

### Musik
Die Musik der ersten Serie und OVA stammt von Norihiro Tsuru und Etsuko Yamakawa. Die dazugehörigen Vorspannlieder sind Ai wa genki desu (愛は元気です) und Genki da shite yo (元気だしてよ). Für die Serie von 2006 komponierte Ryo Ogura die Filmmusik und für den Vorspann verwendete man das Lied We are. von PawPaw. Der Abspann wurde mit Kimi to no Miraizu (君との未来図) von PawPaw unterlegt.
Kimiyoshi Maruyama komponierte die Musik für die Serie von 2016. 2020 war schließlich Tom-H@ck für die Musik verantwortlich. Das dazugehörige Vorspannlied ist Friends von wacci und der Abspanntitel Hidamari o Sagashite von Sōma Saitō.

## Videospiele
Zum Anime erschienen auch mehrere Videospiele:
- Tama and Friends: 3 Chōme Daibōken von Advance Communication Company bei Bandai am 23. Februar 1989 für Famicom[1]
- San-Chōme no Tama: Momo-chan wa Doko! von Sega im Juli 1994 für Kids Computer Pico
- 3 Chōme no Tama: Tama and Friends - 3 Chōme Obake Panic!! von Tom Create bei Bandai am 5. August 1994 für Game Boy[2]
- Tama and Friends Sanchōme Kōen: Tamalympics von Aspect bei Sega am 3. März 1995 für Game Gear[3]